# 滨海新区中心商务区
滨海新区中心商务区，即中国（天津）自由贸易试验区滨海新区中心商务片区，是天津市滨海新区的重点发展金融、保险、商务商贸、文化娱乐、会展旅游等产业的功能区，规划总面积为37.5平方公里，包括于家堡金融区、响螺湾商务区等区域，两者有时也被合称于响。2018年1月，滨海新区将区位相邻、功能定位相近的功能区进行归并，滨海新区中心商务区并入天津经济技术开发区。

## 建设历程

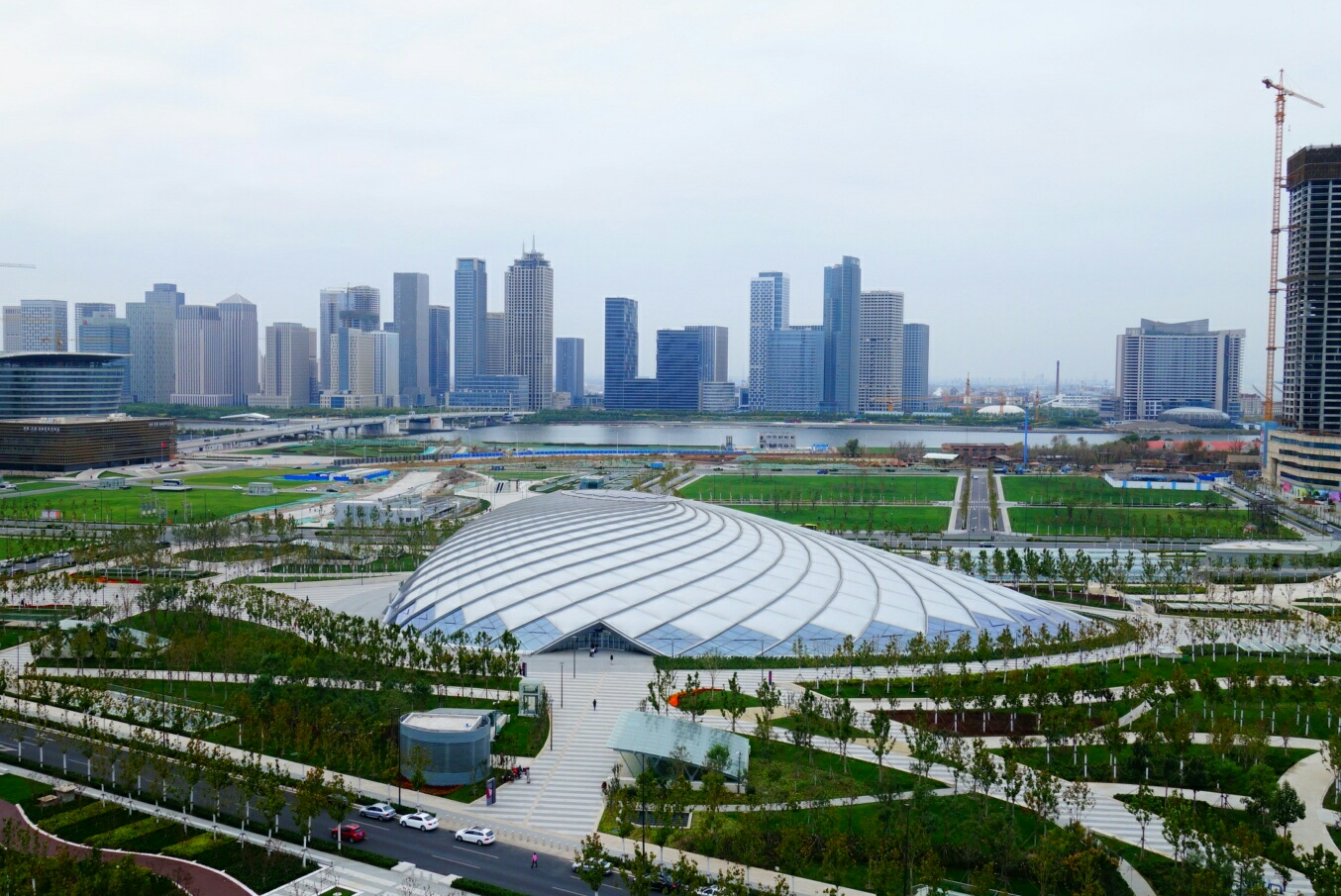
于家堡高铁站

### 建设规划
根据建设规划，滨海新区中心商务区的建设共分三个阶段。
- 第一阶段截止到2010年，完成部分市政大配套主干路和地下管廊的建设、起步区市政大配套建设，以及市场会展和现代金融项目建设工作，同时开展传统金融机构招商和规划建设工作。
- 第二阶段为2011-2016年，完善配套基础设施，全面开工建设传统金融、教育培训和商业商务区。
- 第三阶段为2017-2018年，按照总体规划和设计标准要求，完成金融服务区的开发建设。

### 建设进度
2007年，响螺湾商务区的基础路网基本建成。

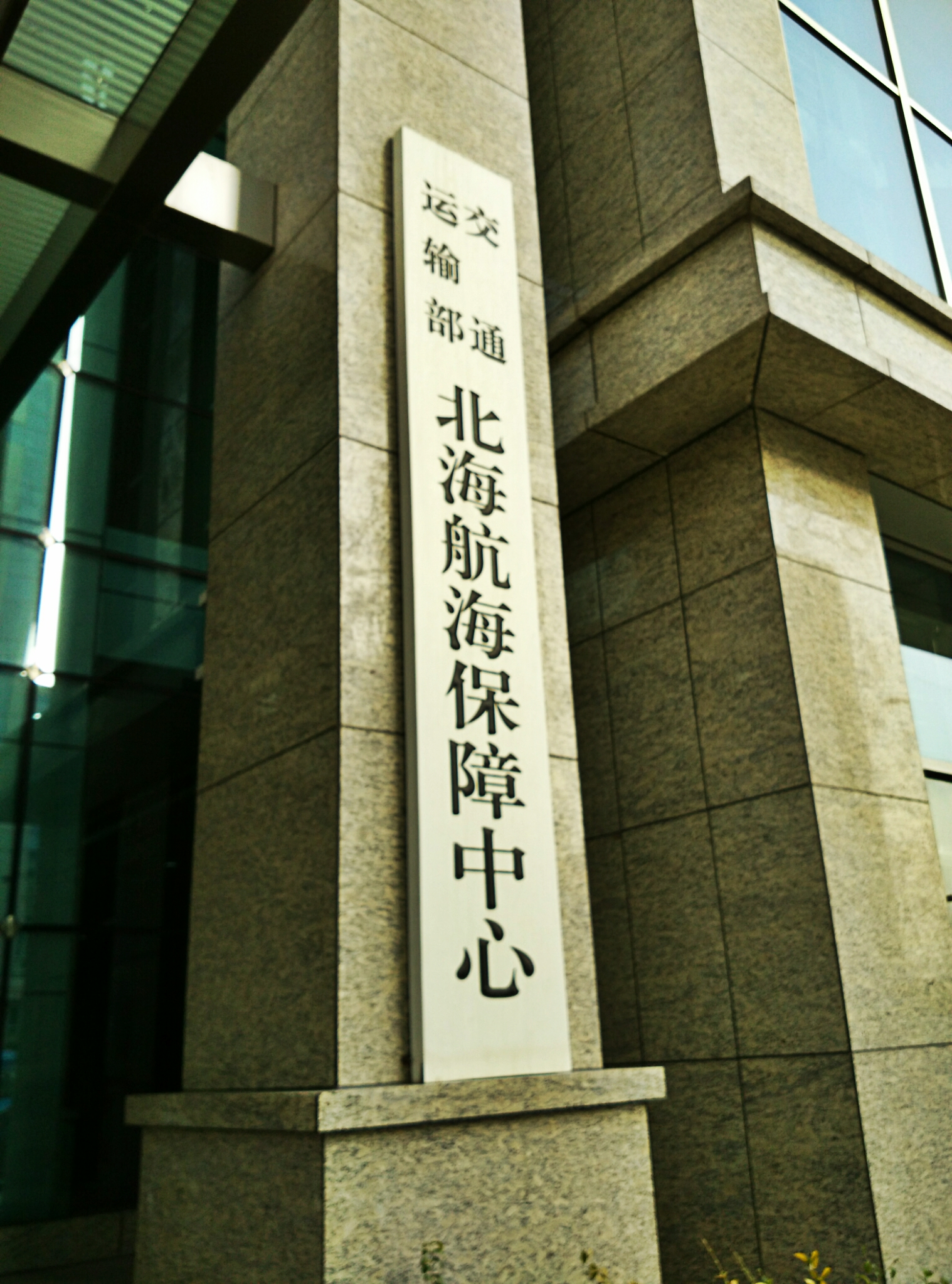
交通运输部北海航海保障中心

2009年7月底，响螺湾商务区通往天津市区的首条快速路天津大道工程建设启动，将建成连接天津商务区与滨海新区响螺湾中心商务区两大CBD的快速客运生态型景观大道。9月，连接响螺湾商务区和于家堡金融区的海河开启桥试开启成功。
2010年9月30日，连接响螺湾商务区和天津市区的城市快速客运公路——天津大道建成通车。10月，中国最大的极地海洋世界——天津极地海洋世界将落成并对游人开放。
2014年12月，滨海新区中心商务区被纳入天津自贸区。
2015年2月10日，坐落于响螺湾商务区的中船重工大厦的天津自贸区服务大厅竣工。3月，中华人民共和国海河海事局政务中心和交通运输部北海航海保障中心进驻响螺湾商务区的燕赵大厦。9月20日正式开通运营，北京南至于家堡站1小时02分，天津站到于家堡站最快23分。12月26日，滨海新区政府部分委办局搬迁进至响螺湾国泰大厦
2018年1月8日，滨海新区将区位相邻、功能定位相近的功能区进行归并，原滨海新区中心商务区并入天津经济技术开发区、原天津临港经济区并入天津港保税区。

## 规划范围

滨海新区中心商务区规划沙盘

中心商务区最初规划面积7平方公里，包括于家堡金融区、响螺湾商务区和泰达MSD，重点发展金融、保险、商务商贸、文化娱乐、会展旅游等产业。此后，规划确定中心商务区规划范围为：东至大沽口入海口、新港船闸及跃进路，南至大沽排污河，西至兴业路及河北路，北至新港四号路，总用地规划37.5平方公里。

## 功能分区
- 于家堡金融区是滨海新区一个正在建设的金融中心区，位滨海新区海河北岸，是首个APEC低碳示范城镇[9]。交通设施及金融区1平方公里起步区已率先开工建设，总规划面积3.46平方公里。
- 响螺湾商务区，是天津滨海新区总部经济的核心区，是外省市、中央企业驻滨海新区的办事机构、集团总部和研发中心，与于家堡金融区隔河相望，规划占地面积1.1平方公里，总投资约300亿元。[10]响螺湾商务区承载着建设外省市、央企驻滨海新区办事机构、集团总部和研发中心承载区的重要功能。[11]
- 解放路（天碱）商业区，规划面积3.44平方公里，将布局大型商业设施、酒店及部分高档公寓写字楼，成为滨海新区的商业中心、文化中心。
- 大沽宜居生活区，规划面积11.68平方公里。
- 蓝鲸岛及大沽炮台区，规划面积1.28平方公里。
- 新港地区，打造包括新区行政中心在内的生活配套区。

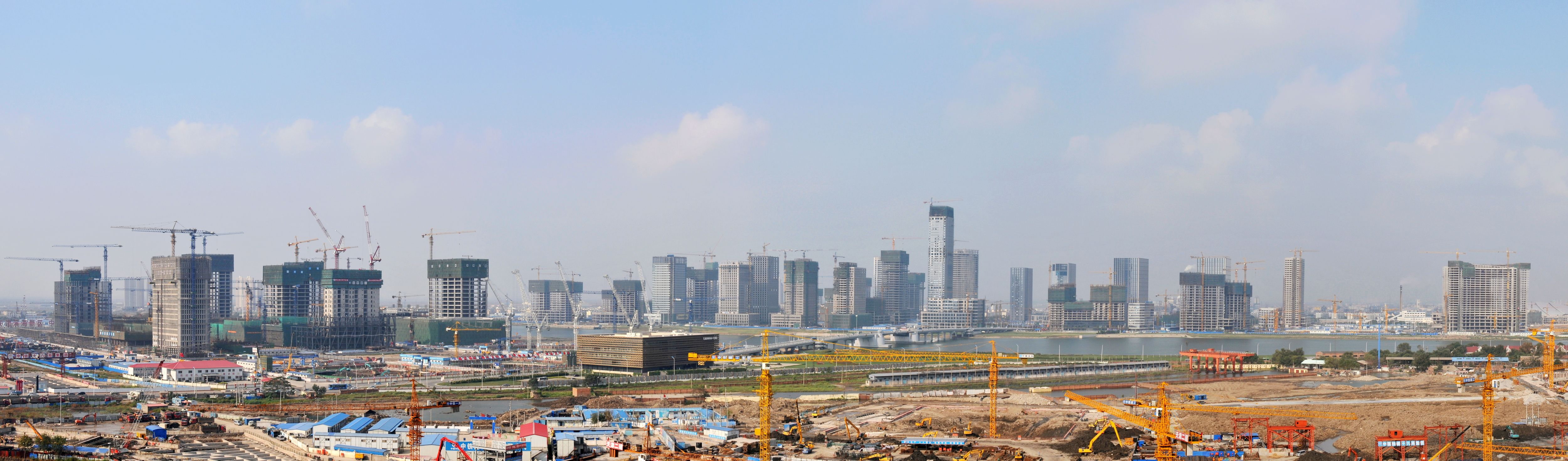
2011年建设中的滨海新区中心商务区全景

## 经济

### 特殊政策
滨海新区会计服务示范基地在响螺湾商务区成立，打破了“会计师事务所总所所在城市不设分所，同一城市不设两家或两家以上分所”的行业惯例，允许有条件的会计师事务所在天津市中心城区设立总所或分所的同时扔可在滨海新区设立分所。

### 经济数据
2013年，中心商务区共完成生产总值96.2亿元，增长26.9%；固定资产投资212.1亿元，增长15.4%；财政收入20.7亿元，增长25.6%，累计开工1060万平方米，完成投资558.8亿元，竣工227万平方米，在建833万平方米。
| 时间   | GDP总量  | 增长率 | 固定资产投资 | 增长率 | 备注   |
| ------ | -------- | ------ | ------------ | ------ | ------ |
| 2013年 | 96.2亿元 | 12.5%  | 212.1亿元    | 15.4   | [ 12 ] |

## 医疗与教育

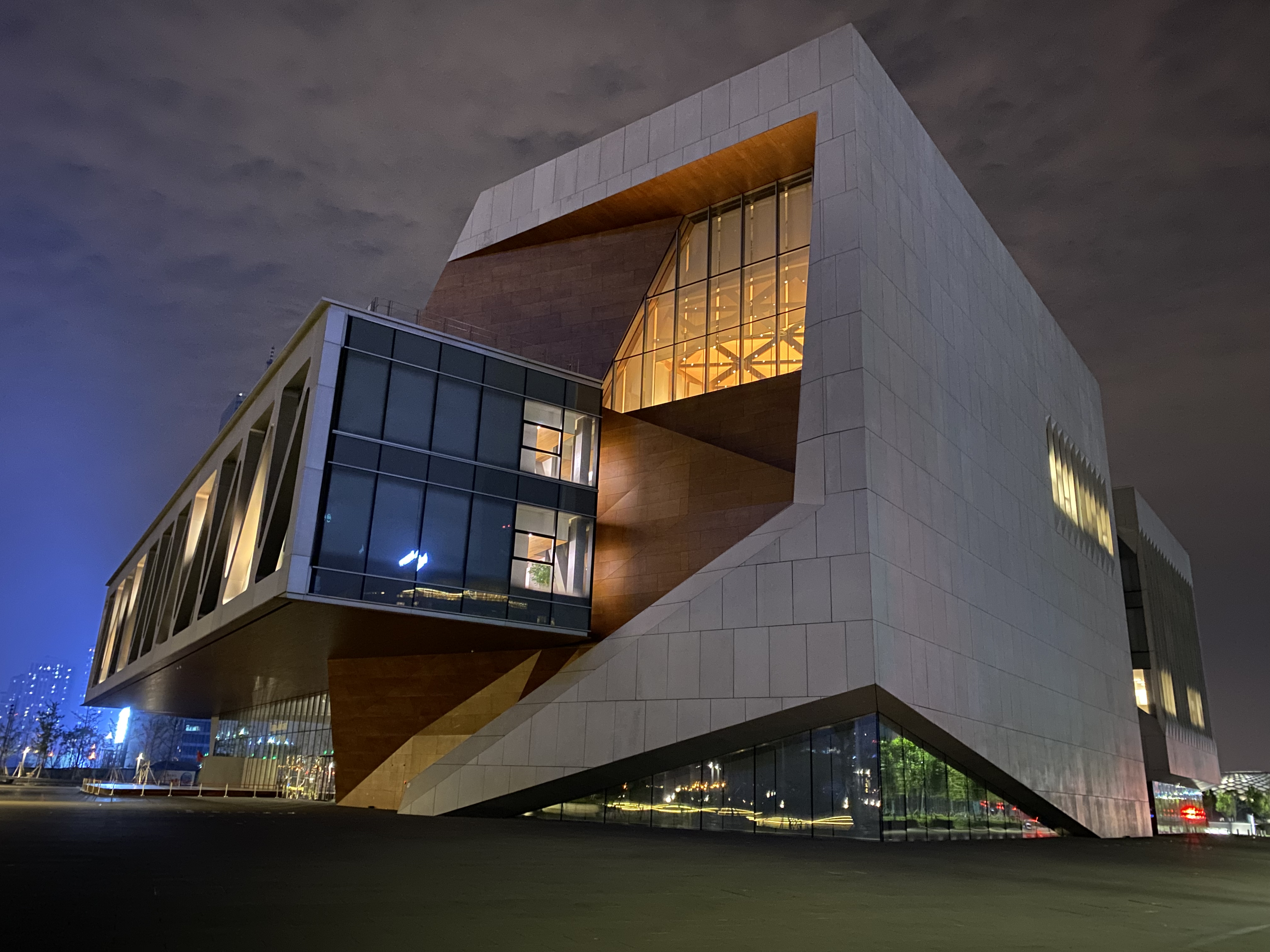
天津茱莉亚学院

滨海新区教育局在中心商务区地区选址新建了三所基础教育学校。
- 天津师范大学滨海附属小学（东沽小学），位于规划中的东台路与庆盛道交口东南侧，规划占地面积15255平方米，总建筑面积12594平方米，24个教学班规模。
- 天津师范大学滨海附属学校，是西沽地区九年一贯制学校，学校位于西慈路与庆盛道交口西北侧，规划占地31000平方米，总建筑面积25000平方米，其中小学24个班，初中24个班。
- 天津市耀华中学滨城学校，是天津市耀华中学在滨海新区设立的分校，规划占地108000平方米，总建筑面积69000平方米，48个教学班规模。
- 天津茱莉亚音乐学院，位于于家堡金融区，是美国纽约茱莉亚音乐学院筹建的一所世界顶级艺术教育学院。[13]

## 相关链接
- 天津滨海新区中心商务区（于家堡金融区、响螺湾商务区）
- 天津商务区